# 半楕円型作用素
数学の、特に偏微分方程式の理論において、半楕円型作用素（はんだえんがたさようそ、英: semi-elliptic operator）とは、楕円型作用素のそれよりもわずかに弱い正値性の条件を満たすある偏微分作用素のことを言う。すべての楕円型作用素は半楕円型でもあり、楕円型作用素の持つ多くの良い性質を半楕円型作用素も持つ。例えば、存在や一意性の理論の多くは同一のものが適用可能で、半楕円型ディリクレ問題は確率解析の手法を利用することで解くことが出来る。

## 定義
n-次元ユークリッド空間 Rn のある開集合 Ω 上で定義される二階の偏微分作用素 P で、適当な函数 f に対し
{\displaystyle Pf(x)=\sum _{i,j=1}^{n}a_{ij}(x){\frac {\partial ^{2}f}{\partial x_{i}\,\partial x_{j}}}(x)+\sum _{i=1}^{n}b_{i}(x){\frac {\partial f}{\partial x_{i}}}(x)+c(x)f(x),}
で定められるものが半楕円型であるとは、行列 a(x) = (aij(x)) のすべての固有値 λi(x), 1 ≤ i ≤ n が非負であることを言う。対照的に、λi(x) > 0 がすべての x ∈ Ω と 1 ≤ i ≤ n に対して成り立つなら P は楕円型と呼ばれ、そのような各固有値が i と x について一様に 0 から離れて一様有界であるなら、一様楕円型と呼ばれる。また同値であるが、P が半楕円型であるとは行列 a(x) が各 x ∈ Ω に対して正定値であることを言う。